# Bonded by Blood (album)
Bonded by Blood, pubblicato nel 1985, è il primo album della band thrash metal statunitense Exodus.

## Il disco
Nonostante fosse ultimato già nell'estate del 1984, non uscì prima del 1985 per problemi della band con la label.
Nel giugno del 2017 la rivista Rolling Stone ha collocato l'album alla quarantacinquesima posizione dei 100 migliori album metal di tutti i tempi.
L'album contiene canzoni molto veloci e violente, che sprigionano rabbia e oppressione. Assoli ben costruiti e riff potentissimi accompagnano la voce giovanile e rabbiosa del cantante Paul Baloff, che canta testi provocatori in modo volgare, arrogante.
L'artwork originale dell'album rappresenta due gemelli siamesi neonati, uno normale, l'altro deforme e maligno. Nella riedizione del 1989 della Combat Records esso è stato tuttavia sostituito da un disegno più semplice, raffigurante il logo della band sopra un'immagine in rosso e nero di una folla. La riedizione comprende inoltre due bonus track, le versioni live di "And Then There Were None" e "A Lesson in Violence", con Steve Souza alla voce, registrate l'8 marzo 1989 a Londra.
Una nuova riedizione, esclusivamente europea, ad opera della Century Media, risale al 1999. In questa versione le due bonus track sono ancora presenti, ma l'artwork è quello originale.
Nel 2008, l'album è stato registrato nuovamente sotto il nome di Let There Be Blood, con l'attuale formazione della band. Della formazione che registrò l'originale sono ancora presenti solo il chitarrista Gary Holt e il batterista Tom Hunting

## Tracce
1. Bonded by Blood – 3:47
2. Exodus – 4:08
3. And Then There Were None – 4:08
4. A Lesson in Violence – 3:49
5. Metal Command – 4:16
6. Piranha – 3:50
7. No Love – 5:11
8. Deliver Us to Evil – 7:10
9. Strike of the Beast – 3:56

## Formazione
- Paul Baloff - voce
- Gary Holt - chitarra
- Rick Hunolt - chitarra
- Rob McKillop - basso
- Tom Hunting - batteria